# Adeopapposaurus mognai
L'adeopapposauro (Adeopapposaurus mognai) è un dinosauro erbivoro appartenente ai sauropodomorfi. Visse nel Giurassico inferiore (circa 195 milioni di anni fa) e i suoi resti fossili sono stati ritrovati in Argentina. È noto per il suo collo estremamente lungo.

## Descrizione
Questo dinosauro è conosciuto per due crani parziali e quattro scheletri incompleti, che hanno permesso di ricostruire un sauropodomorfo relativamente primitivo, con un corpo piuttosto robusto e zampe artigliate. Il collo era notevolmente lungo rispetto a quello di molti altri suoi parenti, e il cranio, piccolo, possedeva probabilmente un becco cheratinoso nella parte anteriore di mascella e mandibola. In totale, la lunghezza dell'animale doveva essere di circa 5 metri.

## Classificazione
I resti fossili di Adeopapposaurus furono rinvenuti nella formazione Cañón del Colorado nella provincia di San Juan, in Argentina. Inizialmente vennero ascritti al genere Massospondylus, un altro sauropodomorfo vissuto nel Giurassico inferiore in Sudafrica, ma nel 2009 vennero ridescritti in un genere a sé stante da Ricardo N. Martínez. Adeopapposaurus è considerato un sauropodomorfo primitivo appartenente ai massospondilidi, una famiglia dalle caratteristiche specializzate vissuta tra il Triassico superiore e il Giurassico inferiore. Sempre in Argentina, in terreni un poco più antichi, sono stati ritrovati i resti di un altro massospondilide, Coloradisaurus. 

## Significato del nome
Il nome Adeopapposaurus deriva dal greco e significa "lucertola che mangia lontano", in riferimento al suo collo notevolmente lungo. L'epiteto specifico, mognai, è riferito alla località di Mogna, nei pressi della quale sono stati rinvenuti i fossili.